# Herzogtum Schlesien
Das Herzogtum Schlesien entstand im Jahre 1138 mit dem Tod des polnischen Herzogs Bolesław III. „Schiefmund“, der testamentarisch die staatliche Einheit dadurch sichern wollte, dass einzelne Mitglieder jeweils ein Herzogtum regieren durften, wobei der älteste als Seniorherzog den Vorsitz führte. Die Senioratsverfassung führte allerdings zu langwierigen Erbstreitigkeiten. Sie erlosch im Jahre 1202 mit dem Tod des Seniorherzogs Mieszko III.
Das Herzogtum Schlesien wurde von den Schlesischen Piasten regiert und bestand bis 1249, als es nach dem Tod des Herzogs Heinrich II. in vier Teilherzogtümer für dessen Söhne zersplittert wurde. Durch weitere Teilungen entstand eine Vielzahl Schlesischer Herzogtümer.

## Geschichte

Territoriale Entwicklung des Herzogtums Schlesien in der Zeit 1185–1201

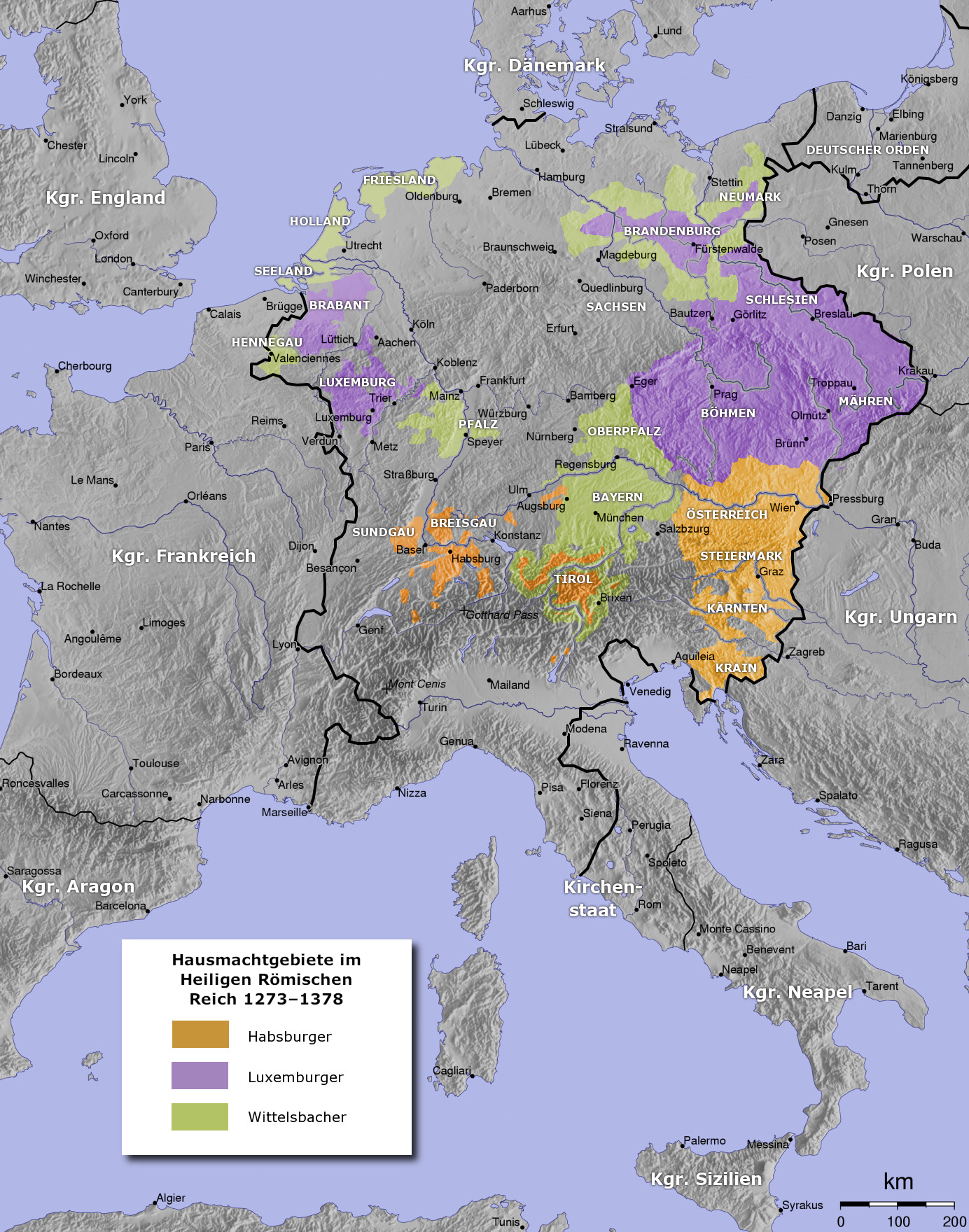
Das Heilige Römische Reich Mitte des 14. Jahrhunderts

Kurz vor dem Jahre 1000 AD wurde das Gebiet Schlesien vom Herzog der Polanen erobert. Die jahrelang andauernden kriegerischen Auseinandersetzungen zwischen dem Herzog der Böhmen und dem neu entstandenen Herzogtum wollte Kaiser Heinrich III. auf dem Hoftag im Jahre 1054 damit beenden, dass er das Land zeitweilig bei Polen beließ, das allerdings im Gegenzug an Böhmen einen Tribut zu zahlen hatte. Die Auseinandersetzungen um die Vormachtstellung in Schlesien gingen jedoch weiter und wurden erst 1137 mit dem Pfingstfrieden von Glatz beendet, mit dem ein eindeutiger Grenzverlauf festgelegt wurde. Nachdem nur ein Jahr später Herzog Bolesław III. „Schiefmund“ verstarb und Polen unter seine vier Söhne aufgeteilt wurde, gelangte das Gebiet von Schlesien an den ältesten Sohn Władysław. Er war somit erster Herzog von Schlesien und zugleich Stammvater der Schlesischen Piasten. Daneben fiel ihm das Seniorat zu. Nach Konflikten mit seinen Brüdern musste er 1146 ins Exil nach Thüringen fliehen, weshalb er in der Geschichtsschreibung den Beinamen „der Vertriebene“ erhielt. Władysław fand Aufnahme beim Römisch-deutschen König Konrad III., der ihn bei der Durchsetzung seiner Rechte unterstützte, während Władysławs Stiefbruder Bolesław IV. „Kraushaar“ die Macht über Schlesien und das Seniorat an sich riss. Erst 1163 erreichte Kaiser Friedrich I. die Rückgabe Schlesiens an die rechtmäßigen Erben Władysławs, der 1159 im Exil im thüringischen Altenburg verstorben war.
Władysławs drei Söhne Bolesław I. „der Lange“ († 1201), Mieszko I. „Kreuzbein“ († 1211) und Konrad I. († um 1180/90) regierten das Herzogtum Schlesien vermutlich bis zum Tod des polnischen Herzogs Bolesław IV. Kraushaar 1173, der ihnen Schwierigkeiten bereitete, zunächst gemeinsam.
1173 nahmen sie eine Landesteilung vor, wobei der größte und bedeutendste Teil Schlesiens an den ältesten Bruder Boleslaw fiel. Ihm wurden die Gebiete von Breslau, Liegnitz und Oppeln zugewiesen. Zudem verwaltete er auch den Anteil des jüngsten Bruders Konrad, der sich in Fulda auf den geistlichen Stand vorbereiten sollte und über die Gebiete Sagan, Glogau und Crossen verfügte.
Demgegenüber umfasste das Gebiet des mittleren Bruders Mieszko I. lediglich die Kastellaneien Ratibor und Teschen. Vermutlich deshalb trat ihm um 1178 der damalige Senior Kasimir II. „der Gerechte“ zusätzlich ein Gebiet ab, das bis dahin zu Kleinpolen gehört hatte und aus dem Land Sewerien sowie Beuthen, Nikolai und Auschwitz bestand. Nach dem Tod Boleslaws des Langen 1201 eignete sich Mieszko 1202 zudem das Oppelner Land (Silesia Opoliensis) an, das Boleslaw 1180 seinem ältesten Sohn Jaroslaw († 1201) auf dessen Lebenszeit hatte übertragen müssen. Boleslaws Sohn und Nachfolger Heinrich I. musste am 23. November 1202 neben dem Verzicht auf Oppeln auch einer Vereinbarung zustimmen, wonach zwischen den nun zwei bestehenden schlesischen Fürstenhäusern kein gegenseitiges Erbrecht bestehen sollte. Damit begann die Sonderentwicklung des später als Oberschlesien bezeichneten Landes. Deren Regenten nannten sich jedoch Herzog von Oppeln und verwendeten die Bezeichnung Herzog von Schlesien bis in das 14. Jahrhundert hinein überhaupt nicht.
Nach dem Tod des Oppelner Herzogs Kasimir I. wurde Oppeln 1230 nochmals mit dem Herzogtum Schlesien vereint, da Herzog Heinrich I. die Vormundschaft über Kasimirs unmündige Kinder übernommen hatte, wodurch er seine Macht auf ganz Schlesien ausdehnen konnte. 1232 wurde er auch Seniorherzog von Polen. Nach Heinrichs Tod 1238 übernahm Kasimirs ältester Sohn Mieszko II. die Regentschaft über das nun wieder eigenständige Herzogtum Oppeln.
Heinrichs I. Sohn und Nachfolger als Herzog von Schlesien und Seniorherzog von Polen, Heinrich II. starb in der Schlacht bei Liegnitz (1241). Danach wurde das Herzogtum Schlesien 1249 für seine Söhne geteilt. Der älteste Sohn Boleslaw II. erhielt Liegnitz, Heinrich III. erhielt Breslau und Konrad II. wurde Herzog von Glogau. Mieszko erhielt das außerhalb Schlesiens liegende Land Lebus. Der jüngste Sohn Wladislaw stieg zum Kanzler des böhmischen Königs Ottokar I. Přemysl auf und erlangte zudem hohe kirchliche Würden. Alle fünf Söhne Heinrichs II. führten im Gegensatz zu den Herzögen von Oppeln auch nach der Zersplitterung des Herzogtums Schlesiens weiterhin den Titel Herzog von Schlesien, den auch die nachfolgenden in Niederschlesien regierenden Herrscher benutzen.
Als letzter schlesischer Herzog war Heinrich IV. Probus, seit 1270 Herzog in Breslau, ab 1288 als Heinrich III. auch Seniorherzog von Polen. Mit seinem Tod 1290 endete die Rolle Schlesiens im Verband der polnischen Herzogtümer.
Schon im Jahr davor hatte sich Kasimir II. von Cosel-Beuthen als erster schlesischer Teilherrscher unter die Lehenshoheit der Krone Böhmen begeben. Dem Beispiel folgten in wenigen Jahren fast alle schlesischen Teilfürstentümer. Schließlich verzichtete 1335 mit dem Vertrag von Trentschin der polnische König Kasimir III. der Große endgültig zugunsten Böhmens auf die Lehenshoheit über Schlesien.